# Physopleurus rafaeli
Physopleurus rafaeli är en skalbaggsart som beskrevs av Santos-silva 2006. Physopleurus rafaeli ingår i släktet Physopleurus och familjen långhorningar. Inga underarter finns listade i Catalogue of Life.